# Cyrtopogon chagnoni
Cyrtopogon chagnoni är en tvåvingeart som beskrevs av Charles Howard Curran 1939. Cyrtopogon chagnoni ingår i släktet Cyrtopogon och familjen rovflugor.
Artens utbredningsområde är Québec. Inga underarter finns listade i Catalogue of Life.